# Тонга, Патрис
Патри́с Тонга́ (фр. Patrice Tonga; 2 сентября 1975, Дуала, Камерун) — камерунский футболист, игравший на позиции защитника в ряде клубов и в национальной сборной Камеруна. Имеет также российское гражданство.

## Клубная карьера
Как и практически все камерунские дети Патрис в детстве играл в футбол. Начинал играть во втором составе «Динамо» из его родного города. Профессиональную карьеру начал в клубе «Юниспорт», с которым в итоге один раз стал чемпионом Камеруна и дважды серебряным призёром, после чего вернулся в родное «Динамо», уже в основную команду. Затем приехал учиться в Краснодарскую академию физической культуры, в это время в Краснодарском крае проводил свои предсезонные сборы подмосковный клуб «Коломна» из одноимённого города, туда Патриса один из его преподавателей и порекомендовал его своему знакомому, работавшему в клубе тренером. Отыграв в «Коломне» один год, Тонга затем оказался в «Сибиряке» из Братска, команде, перед которой руководство поставило задачу бороться за выход в Первую лигу, для чего и пригласило в клуб ряд футболистов, в том числе и Патриса. По итогам сезона клуб из Братска занял 4 место и не выполнил задачу на сезон. После того как с 2000 года во Второй лиге запретили выступать легионерам, Патрис на целый год остался вне футбола. После того, как Жерри-Кристиан Тчуйссе, с которым он вместе жил ещё в студенческом общежитии в Краснодаре, и ещё несколько друзей-футболистов предложили ему поиграть в Москве, куда он и перебрался, участвовал в межвузовском первенстве, которое сборная Камеруна выиграла. В 2001 он попал в «Кубань», по приглашению Долматова, который приметил его несколькоми годами раньше, когда Патрис был на сборах со «Славянском» и участвовал в контрольных матчах против «Черноморца». В 2002 забил свой единственный гол за «Кубань» в матче против нальчикского «Спартака», открыв счёт на второй минуте матча. В 2003 вместе с «Кубанью» вышел в Премьер-лигу, но в Высшем дивизионе так и не сыграл, проведя лишь 5 матчей за дублирующий состав. Второй круг первенства России 2004 года он провёл в «Нефтехимике» из Нижнекамска. Завершил же профессиональную карьеру в махачкалинском «Динамо» в 2006 году, после того как клуб лишился профессионального статуса.

## Национальная сборная
По словам самого Патриса, он играл в юношеской и молодёжных сборных Камеруна, в составе молодёжки был на ЧМ-1995 в Катаре, играл во второй национальной сборной, и даже провёл 8 товарищеских матчей за главную национальную команду.

## Достижения
«Юниспорт»
- Чемпион Камеруна (1): 1996
- Вице-чемпион Камеруна (2): 1993, 1995

«Кубань»
- 2-е место в Первом дивизионе России (выход в Высший дивизион) (1): 2003